# Joshua Safran
Joshua Safran est un producteur et un scénariste pour la télévision américaine.

## Vie et carrière
Safran obtient une licence en dramaturgie de l’École des Beaux-arts Tisch de l'Université de New York.
Safran fut un des producteurs exécutifs et scénaristes de la série télévisée Gossip Girl sur CW; et fut le producteur exécutif et showrunner de la seconde saison de la série télévisée Smash pour NBC. Il a participé à l'écriture du scénario du remake du film de 1981 Endless Love en 2014 avec la réalisatrice Shana Feste.
Il a aussi participé à l'écriture de Quantico en (2015 série)